# Liliw
Liliw è una municipalità di quarta classe delle Filippine, situata nella Provincia di Laguna, nella Regione del Calabarzon.
Liliw è formata da 33 baranggay:
- Bagong Anyo (Pob.)
- Bayate
- Bubukal
- Bongkol
- Cabuyao
- Calumpang
- Culoy
- Dagatan
- Daniw (Danliw)
- Dita
- Ibabang Palina
- Ibabang San Roque
- Ibabang Sungi
- Ibabang Taykin
- Ilayang Palina
- Ilayang San Roque
- Ilayang Sungi

- Ilayang Taykin
- Kanlurang Bukal
- Laguan
- Luquin
- Malabo-Kalantukan
- Masikap (Pob.)
- Maslun (Pob.)
- Mojon
- Novaliches
- Oples
- Pag-Asa (Pob.)
- Palayan
- Rizal (Pob.)
- San Isidro
- Silangang Bukal
- Tuy-Baanan